# Nora Strandberg
Nora Johanna Henriksson, flicknamn: Strandberg, född 15 juli 1981, är en svensk sportjournalist och före detta boxare. Hon gjorde en del journalistjobb för Sveriges Radio Malmöhus redan under sin gymnasietid på Värnhemsskolan fram till juni 2000. Efter studenten tog hon jobb på Radiosporten i Stockholm.
Hon har hunnit med att göra uppdrag för flera mediabolag sedan dess, bland annat Sydsvenskan, Expressen, TV4, Canal+/C More, Barracuda Film, Aftonbladet, Discovery Networks Sweden, Nordisk Film, med flera. Sedan januari 2018 jobbar hon som projektledare för contentbyrån Appelberg.
Hon bytte efternamn från Strandberg till Henriksson när hon gifte sig med Radiosportens expertkommentator Richard Henriksson. Paret är bosatt i Stockholm

## Utnämningar
- 1998: SM-silver i boxning
- 2004: Sveriges 24:e sexigaste kvinna enligt Café.
- 2006: Sveriges bäst klädda kvinna